# محمود سامی البارودی

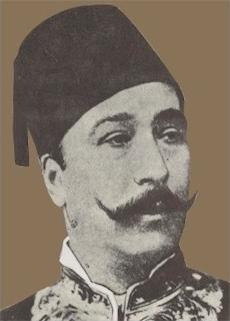
محمود سامی البارودی

محمود سامی بن حسن حسین بن عبدالله البارودی المصری (۱۸۳۸–۱۹۰۴) سیاستمدار برجسته و شاعر مصری بود. او از تاریخ ۴ فوریه ۱۸۸۲ تا ۲۶ مه ۱۸۸۲، نخست‌وزیر مصر بود. او با نام  رب‌السیف و القلم (پروردگار شمشیر و قلم) نیز شناخته می‌شود.
وی در دربار شاه، محمد علی پاشا و در خانواده ای ثروتمند در منطقه «باب‌الخلق» در قاهرهٔ مصر به دنیا آمد. پدرش حسین بک حسنی که نسبش به ممالیک چرکس می‌رسد و از فرماندهان توپخانه ارتش مصر بود. شاعر در سن هفت سالگی پدرش را از دست داد و یتیم شد.

## تحصیل
دروس ابتدائی خود را از سن ۸ سالگی تا ۱۲ سالگی در خانه‌شان آموخت، سپس به مدرسه نظام در قاهره رفت. در اواخر سال ۱۸۵۴ از مدرسه نظام فارغ‌التحصیل شد. پس از مدتی با رتبه باشجاویش از مدرسه نظام خارج شد. و نیمی از عمرش را در جنگ و مناصب حکومتی گذراند. او از ۵ زبان برخوردار بود علاوه بر عربی که زبان مادری او حساب می‌شد از فارسی ترکی و فرانسوی و انگلیسی بهره می‌گرفت و به مطالعه می‌پرداخت.

## بارودی در تبعیدگاه
بارودی همراه با یارانش که از رهبران قیام عرابی پاشا بودند به جزیره سرندیب تبعید شدند و هفده سال در آنجا بود و به خاطر آرزوهای از دست رفته خویش و دوری از دوستان و نزدیکان و مخصوصاً شریک زندگی‌اش، اندوهگین بود و بر روزهای از دست رفته جوانی حسرت می‌خورد. در روز ۲۷ دسامبر سال ۱۸۸۲ قطاری برای آن‌ها آماده شد که آن‌ها را به سوئیس برد و در صبح روز بعد کشتی آن‌ها را به سرندیب برد و به کولومبو تبعید شد.
مجموعه اشعار بارودی را در ایام تبعید از نظر مفهوم و مضمون به چهار بخش می‌توان تقسیم کرد:
1. وطنیات: اشعاری که در اشتیاق به وطن و رنج فراق سروده شده‌است.
2. رثا: مجموعه اشعاری که در رسای همسر و فرزند و دوستانش سروده.
3. شکوایه از روزگار: قصایدی که در شکایت از روزگار و اهل ان سروده
4. زهدیات: اشعاری که در مذمت دنیا و عدم دلبستگی به ان سروده.[۵]

## معرفی و بررسی آثار شاعر
دیوان البارودی: دیوان شعر اوست که خود آن را ویرایش کرده و معانی و لغات دشوار آن را توضیح داده‌است که شامل موضوعات تقلیدی از مدح و تغزل و فخر و حماسه و برخی موضوعات جدید در امور سیاسی و اوصاف و موضوعات اجتماعی. دیوان وی اولین بار به خرج همسر دومش یعنی امینة در دو جزء تا قافیهٔ میم به چاپ رسیده‌است سپس زیر نظر وزارت فرهنگ به اهتمام علی الجارم و محمد شفیق در دو جزء به ترتیب در سال‌های ۱۹۴۰ م. و ۱۹۴۲ م. تا قافیهٔ کاف چاپ شده‌است.
مختارات البارودی: کتابی است که بارودی در آن از فحول شعرای دورهٔ عباسی اشعاری در معانی مختلف برگزیده و لغات و تراکیب غریب آن‌ها را توضیح داده‌است. تعداد این شاعران سی تن است و مهم‌ترین آن‌ها عبارتند از: بشار، ابی نواس، عباس بن الاخنف، ابن المعتز، ابو العتاهیة، مسلم بن الولید، البحتری، ابو تمام، ابو فراس، الارجانی، مهیار الدیلمی. این کتاب در چهار جلد بخرج همسر بارودی بچاپ رسیده‌است و با مطالعهٔ آن حسن اختیار و صفای ذوق بارودی روشن می‌گردد و قدرت و مهارت وی در نقد شعر ثابت می‌شود.
بارودی برگزیده‌ای از نثر تألیف کرده که آن را «قید الاوابد» نامیده‌است این کتاب شامل امهات رسائل و خطب و توقیعات بوده ولی تاکنون بچاپ نرسیده‌است.
او همچنین شعر طولانی‌ای دارد در مدح پیامبر اکرم (ص) نزدیک به ۴۴۷ بیت و در آن قصیده برده بوصیری هم آمده‌است.

## مرگ
سامی بارودی پس از بازگشتش از تبعید به وطن بیمار بود، به دلیل ناتوانی خانه‌نشین شد، تنها سرگرمی اش جمع‌آوری اشعار خود و آماده‌سازی آن‌ها برای چاپ بود. اما بیماری وی باز هم شدت یافت تا اینکه در ۱۵ دسامبر ۱۹۰۴ چشم از جهان فروبست. پیکر این شاعر بزرگ با احترام فراوان تشییع شد و شیخ محمد عبده بران نماز خواند سپس در قاهره به خاک سپرده شد.